# Embryo Records
Embryo Records war ein Fusionjazz- und -rocklabel, das Herbie Mann 1969 gründete und bis Dezember 1971 betrieb. Mann produzierte die Alben selbst. Das Label wurde über Atlantic Records vertrieben. Für zwei weitere Alben nutzte Atlantic das Label 1977; eine davon (Up) hatte Mann gleichfalls produziert.

## Diskographie
| Katalog-# | Künstler                                 | Album                               | Erscheinungsjahr |
| --------- | ---------------------------------------- | ----------------------------------- | ---------------- |
| SD520     | Herbie Mann                              | Stone Flute                         | 1970             |
| SD521     | Ron Carter                               | Uptown Conversation                 | 1970             |
| SD522     | Brute Force                              | Brute Force                         | 1970             |
| SD523     | Attila Zoller                            | Gypsy Cry                           | 1970             |
| SD524     | Miroslav Vitous                          | Infinite Search                     | 1969             |
| SD525     | Arnie Lawrence & Children of All Ages    | Inside an Hour Glass                | 1970             |
| SD526     | Herbie Mann                              | Muscle Shoals Nitty Gritty          | 1970             |
| SD527     | Jerry Novac                              | The Fifth Word                      | 1970             |
| SD528     | Sandy Nassan                             | Just Guitar                         | 1970             |
| SD529     | William S. Fischer                       | Circles                             | 1971             |
| SD530     | Phil Woods & his European Rhythm Machine | Live at the Frankfurt Jazz Festival | 1971             |
| SD531     | Herbie Mann                              | Memphis Two-Step                    | 1971             |
| SD532     | Herbie Mann                              | Push Push                           | 1971             |
| SD533     | Herbie Mann                              | ‘71 (nicht veröffentlicht)          | 1971             |
| SD535     | Danny Toan                               | First Serve                         | 1977             |
| SD536     | Morrissey–Mullen                         | Up                                  | 1977             |
| SD730     | The Floating Opera                       | The Floating Opera                  | 1971             |
| SD731     | Jim Pepper                               | Pepper’s Pow Wow                    | 1971             |
| SD732     | Tonto’s Expanding Head Band              | Zero Time                           | 1971             |
| SD733     | Air                                      | Air                                 | 1971             |
| SD734     | Chris Hills & Everything Is Everything   | Comin’ Outta the Ghetto             | 1971             |